# Der gestiefelte Kater (2011)
Der gestiefelte Kater (englischer Originaltitel: Puss in Boots) ist ein 3D-Ableger-Film zur Shrek-Reihe von DreamWorks Animation und ist ein Prequel zu Shrek 2. Der Film, der von Paramount vermarktet wird, erschien in Kanada und in den Vereinigten Staaten am 28. Oktober 2011; in Deutschland feierte er am 8. Dezember 2011 Premiere. Die Hauptfigur, der gestiefelte Kater, stammt aus dem gleichnamigen Märchen von Charles Perrault, im deutschsprachigen Raum vor allem bekannt aus den Kinder- und Hausmärchen der Brüder Grimm.

## Handlung
Im Film wird auf die Abenteuer des gestiefelten Katers eingegangen, bevor er mit Shrek zusammentraf: Zusammen mit Humpty Dumpty und der Katze Kitty versucht er, die bekannte Gans zu stehlen, die goldene Eier legt.
Auf Abenteuersuche erfährt der gestiefelte Kater in einem Lokal von den Zauberbohnen, die eine Ranke in den Himmel zu einem Schatz wachsen lassen. Doch diese Bohnen gehören Jack und Jill, einem üblen Gaunerpärchen, und werden strengstens bewacht. Der gestiefelte Kater ist nicht der Einzige, der es auf die Zauberbohnen abgesehen hat. Ein anderer Kater kommt ihm in die Quere, als er die Bohnen von Jack und Jill stehlen will, und beansprucht diese für sich. Der gestiefelte Kater verfolgt seinen Gegner durch die ganze Stadt, bis zu einem Unterschlupf. Doch anstatt zu kämpfen, beginnt der schwarze Kater zu tanzen. Es entbrennt ein Tanzduell, an dessen Ende sich der Kater als die Katzendame Kitty Samtpfote entpuppt. Im Unterschlupf trifft der Kater außerdem auf seinen alten Freund bzw. Feind Humpty Alexander Dumpty, welcher den Kater mithilfe von Kitty dazu überreden will, die Zauberbohnen zu stehlen und eine alte Schuld zu begleichen. Der gestiefelte Kater lehnt allerdings ab, erzählt Kitty Samtpfote aber seine Geschichte.
Rückblick: Der gestiefelte Kater wächst zusammen mit Humpty Dumpty in einem Waisenhaus in San Ricardo auf. Da beide Außenseiter sind, freunden sie sich an und gründen den Bohnenclub. Sie schwören sich, die Zauberbohnen und den Schatz aus dem Himmelsschloss zu finden. Als Teenager benehmen sich die beiden allerdings ziemlich daneben, bis der Kater eines Tages für die Gerechtigkeit eintritt. Von diesem Moment an bekommt der Kater seinen Hut und seine Stiefel und wird von der Stadt bewundert, Humpty aber bleibt unbeachtet. Eines Nachts überredet Humpty Dumpty den Kater, ihm bei einer Sache zu helfen, da Humpty noch Schulden hat. Als der Kater allerdings merkt, dass er von seinem Freund verraten und dazu benutzt wird, die San-Ricardo-Bank auszurauben, ist es zu spät. Der gestiefelte Kater kann Humpty nicht verzeihen, flieht und sein Freund wird festgenommen.
Der Kater stimmt schließlich zu, sich Kitty und Humpty anzuschließen, um durch den Gewinn des Schatzes die Schulden an die San-Ricardo-Bank zurückzuzahlen. Und so verfolgen die drei Jack und Jill. Kitty Samtpfote und dem gestiefelten Kater gelingt es in Teamarbeit, die Zauberbohnen zu entwenden und mit Humpty Dumptys fliegendem Planwagen zu entkommen. Dank dessen gesammelten Wissens über die Zauberbohnen pflanzen die drei die Samen am richtigen Ort in die Erde, und eine Riesenranke wächst in den Himmel. Auf dieser gelangen Kitty, Humpty und Kater hoch in das Reich der Gans, die goldene Eier legt. Das Schloss des Riesen, welcher allerdings schon verstorben ist, ist voller goldener Eier und wird von dem „Schrecken, der die Gans bewacht“ bewohnt. Das Entdeckerteam entführt die Gans und entkommt nur knapp dem Schrecken.
Wieder auf der Erde angekommen, feiern die drei ihren Sieg, wobei sich Kitty Samtpfote und Kater näherkommen. Als sich die drei zum Schlafen hingelegt haben, wird der Kater von den plötzlich auftauchenden Jack und Jill bewusstlos geschlagen. Am nächsten Morgen liegt der gestiefelte Kater allein im Sand. Seine Gefährten und die Gans wurden von Jack und Jill entführt. Der Kater macht sich auf den Weg nach San Ricardo. Da allerdings stellt er mit Schrecken fest, dass Kitty und Humpty mit Jack und Jill unter einer Decke stecken und sich Humpty an seinem alten Freund rächen will. Die Gang erlangt durch die Gans und die goldenen Eier Reichtum. Der Kater wird wegen seines früheren Verbrechens, die San-Ricardo-Bank auszurauben, festgenommen. In seiner Gefängniszelle trifft er auf Hans, der laut der Geschichte die Kuh des Nachbarn für die Zauberbohnen eingetauscht hat. Dieser erzählt, dass Humpty ihm die Bohnen gestohlen habe und dass der Schrecken im Schloss die Mutter der Gans sei. Wenn sie auf die Erde komme, um ihr Kind zu holen, werde ein großes Unglück geschehen.
Mit Hilfe von Kitty, die ihren Verrat wiedergutmachen will, entkommt der Kater aus dem Gefängnis und bringt seinen früheren Freund Humpty Dumpty dazu, der Stadt zu helfen. Gemeinsam bringen sie die Gans zu ihrer Mutter, welche die Stadt angreift. An der großen Brücke, wo sich einst die Wege der beiden Freunde trennten, opfert sich Humpty zum Wohle von San Ricardo. Da in ihm selbst ein goldenes Ei steckt, nimmt es die Gänsemutter mit ihrem Kind mit in den Himmel zu ihrem Schloss. Der Kater wird indessen von allen Bewohnern der Stadt als Held gefeiert. Zusammen machen sich Kitty Samtpfote und der gestiefelte Kater auf zu neuen Abenteuern.

## Hintergrund

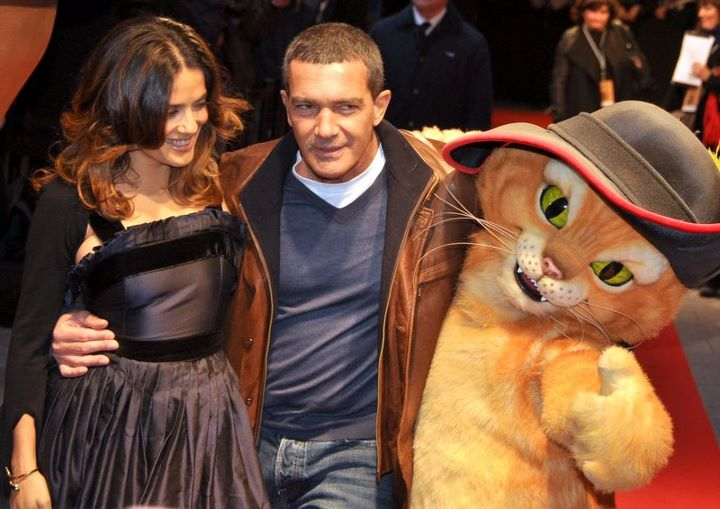
Salma Hayek und Antonio Banderas bei der Premiere von Der gestiefelte Kater in Paris

Nach dem großen Erfolg der Shrek-Serie begann DreamWorks mit den Arbeiten an einem Ableger mit einer eigenständigen Geschichte. Ursprünglich sollte dieser Film eine Direct-to-Video-Produktion werden, allerdings entschied sich DreamWorks letztendlich für eine Kinoversion in 3D. Der ursprüngliche Titel dafür lautete: Der gestiefelte Kater: Die Geschichte des Ogertöters. Antonio Banderas, der dem Kater bereits in den Vorgängern seine Stimme geliehen hatte, bestätigte im Laufe eines Interviews, dass er wieder die Rolle der verwegenen Katze übernehmen werde. Als ausführenden Produzenten holte man sich den mexikanischen Regisseur Guillermo del Toro, der durch seine Filme Blade II und die Hellboy-Verfilmungen bekannt war. Als Regisseur entschied man sich für den eher unbekannten Chris Miller, der bereits bei Shrek der Dritte Regie geführt hatte.
Der Film enthält einige neue Figuren. David H. Steiberg dazu: „Es gibt nicht ausschließlich Verknüpfungen zu Shrek. Dies wurde zum einen so realisiert, um dem Kater eine eigene Geschichte zu geben, und andererseits wollten wir vermeiden, Ungereimtheiten in Shrek 4 vorzugreifen.“ Die erste Ankündigung war bereits im Film Für immer Shrek zu sehen: Der Titelheld legt sein eigenes Geschichtsbuch beiseite und greift nach einem neuen mit dem Titel Der gestiefelte Kater.
Die Premiere war für den 4. November 2011 geplant, aber laut Anne Globe, der Marketing-Chefin von DreamWorks, wurde der Film vorgezogen, um das Interesse von Eltern und Kindern auf den Film zu richten, bevor im November die familienfreundlichen Filme zum Tragen kommen.
Aufgrund der geringeren Kosten (Ersparnis ca. 40 %) wurde der Film teilweise in Indien produziert. Technicolor, hauptsächlich für TV-Specials und DVD-Bonusmaterial zuständig, arbeitete sechs Monate lang an den drei großen Hauptszenen.

## Kommerzieller Erfolg und Fortsetzung
Bei Produktionskosten in Höhe von ca. 130 Mio. US-Dollar spielte der Film weltweit ca. 552,4 Mio. US-Dollar ein. Damit war er auf Platz 7 der erfolgreichsten Dreamworks-Animation-Produktionen, noch vor Madagascar, Drachenzähmen leicht gemacht und dem ersten Shrek. In den USA nahm Der gestiefelte Kater am Startwochenende über 34 Mio. US-Dollar und insgesamt 148 Mio. US-Dollar ein. Des Weiteren war er, zusammen mit seinem Dreamworks-Kollegen Kung Fu Panda 2, für den Oscar in der Kategorie Bester animierter Film nominiert, musste sich jedoch Gore Verbinskis Rango geschlagen geben. Er gewann jedoch bei den Nickelodeon Kids’ Choice Awards 2012 in der Kategorie „Lieblings-Animationsfilm“.
Damit hat die auf Shrek! zurückzuführende Filmreihe mit fünf Ablegern weltweit fast 3,5 Mrd. US-Dollar eingespielt, davon 1,4 Mrd. allein in den USA. In den deutschen Kinos hat die Serie insgesamt 136,2 Mio. US-Dollar eingespielt, was mehr als 100 Mio. Euro entspricht.
Im Jahr 2022 erschien mit Der gestiefelte Kater: Der letzte Wunsch eine Fortsetzung.

## Kritiken
„Schon im ,Shrek‘-Universum waren Fans ganz entzückt von dem flauschigen Kuschel-Zorro mit Dackelblick. Jetzt hat der Kater endlich ganz für sich allein – und legt sich gleich mächtig ins Zeug. Er flirtet, steppt, kämpft und […] reißt die großen Kulleraugen ganz weit auf. Damit sorgt er für manchen Lacher. Am Ende hätte aber ,Shrek‘-Macher Chris Miller etwas mehr die Krallen ausfahren können. […] Insgesamt ein liebevoller Film, der mit allerlei putzigem Getier wohl vor allem Kinderherzen höher schlagen lässt.“

„Einfallsreich und charmant setzt der Film weniger auf eine packende Erzählung als auf eine gewitzte Bricolage aus Märchenmotiven sowie Anspielungen auf die Gegenwartskultur, wobei er dank origineller Charaktere und einer großartigen Bildgestaltung bestens unterhält.“